# NRG (formato di file)
Un file .nrg è un formato di file immagine CD proprietario usato da Nero Burning ROM, una suite di utilità prodotta da NERO AG, per creare immagini CD ISO 9660.
Questi file possono essere trattati anche da altri software come: Power ISO, Alcohol 120%, o Daemon Tools ed essere letti in lettori virtuali di dischi (CD o DVD).
Esistono anche applicativi per la conversione di questi file nel formato ISO.
Il formato File nrg usa una variante del formato file IFF (Interchange File Format) e memorizza i dati in una catena di pezzi (detti chunk).
Tutti i valori interi sono memorizzati senza segno (unsigned) in big endian.
La prima versione di nrg memorizzava valori a 32bit. dalla versione 5.5 di Nero Burning ROM supporta anche il 64bit.

## Conversione dei file nrg
Esistono svariati software per convertire un file .nrg in un'immagine disco ISO 9660.
- Software Open Source:
  - FuseISO — multipiattaforma.
  - nrg2iso — multipiattaforma. (In Windows 8.1 non funziona correttamente: indica spesso che il file è già Iso9660 e basta rinominarlo, quando invece la cosa non funziona)
  - iat — multipiattaforma.
  - fusenrg — Sistemi Unix-like.
  - nrg4iso — (progetto abbandonato dall'autore, ultimo aggiornamento: Ottobre 2001) sistemi Unix-like (Mac OS X incluso).
  - eNeRGy Archiviato il 30 giugno 2011 in Internet Archive. — Mac OS X, basato su nrg4iso, è una delle poche applicazioni per mac che abbia un'interfaccia grafica.
  - CDBurnerXp  - Windows - (converte i file .nrg in iso, ma spesso da errore in presenza di un'immagine audio)
  - 7-Zip - Windows (può aprire, visualizzare ed estrarre in cartelle "video ts" e "audio ts", il contenuto del file .nrg)
- Shareware: